# Пацы
Па́цы (пол. Pacowie, лит. Pacai, бел. Пацы) — род дворян и вельмож Великого княжества Литовского середины XV— первой половины XIX века.

## Происхождение и история рода
Мелетий Смотрицкий в своём труде «Θρηνος, to jest Lament jedyney świętey powszechney apostolskiey wschodniey Cerkwie z objaśnieniem dogmat wiary» («Плач»; 1610) говорит о Пацах как о изначально православном русском роде:

Родовитые, — говорю, — славные, отважные, сильные и древние, во всём мире в доброй славе, мощи и мужестве известные, народа русского дома — …Пацы, …
Основные владения рода располагались в Лидском и Гродненском поветах. Стремились утвердиться в княжестве, для чего искали поддержки в других государствах. Пацы особенно выдвинулись с ослаблением влияния и политической роли Радзивиллов во второй половине XVII века, по влиятельности уступая только Сапегам.
Родоначальник рода — литовский дворянин Даукша, по имени Пац; в источниках упоминается с 1450 года.
Александр Пушкин анахронично ввёл «Паза» (в черновиках — «Паца») в свой перевод «Будрыс и его сыновья» из Мицкевича:

Паз идёт на поляков, а Ольгерд на пруссаков, 

А на русских Кейстут-воевода.
У Мицкевича третьим предводителем литовского войска выступает не Пац, а Скиргайло, сын Ольгерда.

## Представители рода
- Юрий Пац (ум. в 1505), внук родоначальника Пацов, был маршалком дворца Великого княжества Литовского, киевским воеводой (упоминается в 1486), новогрудским наместником (с 1492), позднее полоцким (1496—1501) и мяркинским (с 1501) наместником.
- Николай Пац (ум. 1545/1546) — великий ловчий литовский (1509—1542), наместник переломский и ожский, подкоморий великий литовский (1527—1542), воевода подляшский (1543—1545). Граф Священной Римской империи (с 1515). Сын маршалка Великого княжества Литовского Юрия (Ежи) Паца.
- Николай Николаевич Пац (ок. 1527—1585) — государственный деятель Великого княжества Литовского, епископ киевский (1555—1582), каштелян смоленский (1583—1585), сын воеводы подляшского Николая Паца и Александры Гольшанской.
- Станислав Николаевич Пац (ок. 1525—1588) — государственный деятель Великого княжества Литовского, великий подстолий литовский (с 1552 г.), воевода витебский (1566—1588), староста суражский, велижский и трабский, старший сын воеводы подляшского Николая Паца и Александры Гольшанской.
- Доминик Николаевич Пац (ум. 1579) — государственный деятель Великого княжества Литовского, подкоморий брестский (с 1568 г.), каштелян смоленский (1571—1579), сын воеводы подляшского Николая Паца и Александры Гольшанской.
- Павел Николаевич Пац (ок. 1530—1595) — государственный деятель Великого княжества Литовского, каштелян витебский (1566—1578), воевода мстиславский (1578—1593), каштелян виленский (1593—1595), староста вилькомирский, мстиславский, дисненский и радомский, сын воеводы подляшского Николая Паца и Александры Гольшанской.
- Пётр Пац (ок. 1570—1642) — военный и государственный деятель Великого княжества Литовского, староста мстиславский (с 1592 г.), надворный хорунжий литовский (1613—1635), подскарбий надворный литовский (1635—1640), воевода троцкий (1640—1642), сын каштеляна виленского Павла Паца и Регины Воллович.
- Николай Пац (ок. 1570—1624) — церковный деятель Великого княжества Литовского, епископ метонский и суффраган виленский (с 1602), епископ жемайтский (1610—1618), сын каштеляна виленского Павла Паца и Раины Волович.
- Ян Пац (ум. 1650) — секретарь королевский, пробст слонимский и каноник виленский, епископ инфлянтский (1647—1650), единственный сын воеводы троцкого Петра Паца от первого брака с Ядвигой Завиша.
- Самуил Пац (1590—1627), правнук Юрия Паца, — пан хоруговый войска Великого княжества Литовского с 1623, отличился в Саласпилской (1605), Смоленской (1611), Хотинской (1621) битвах.

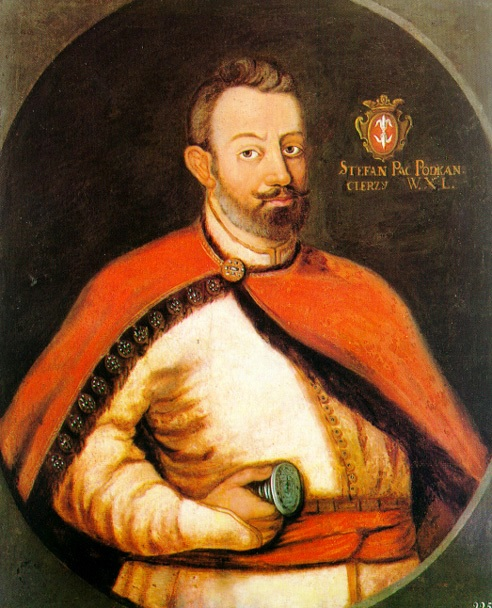
Стефан Христофор Пац

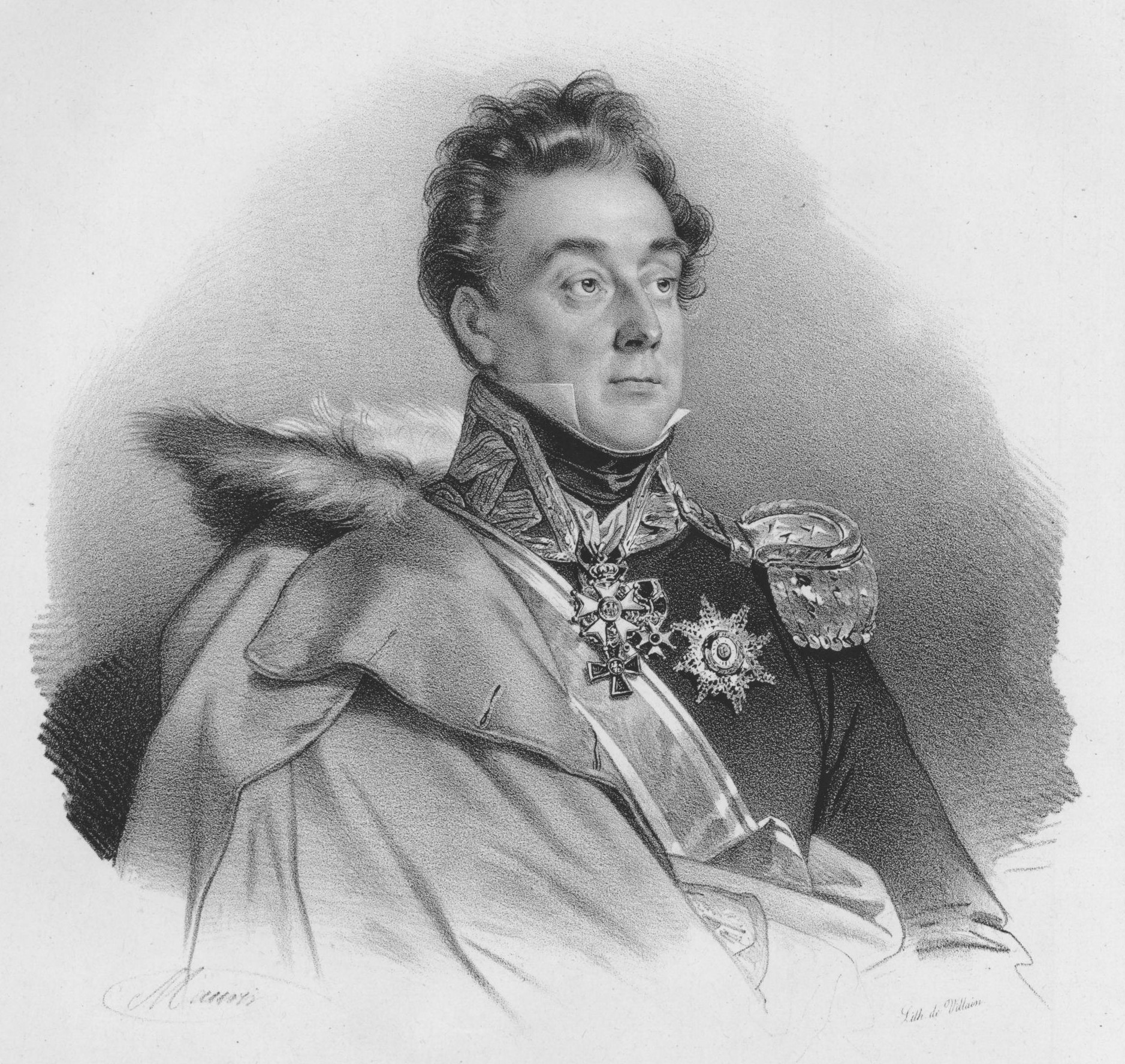
Людвик Михал Пац

- Стефан Христофор Пац (1587—1640), брат Самуила Паца — казначей дворца Великого княжества Литовского с 1630, подканцлер с 1635; на его средства был построен костёл Святой Терезы в Вильне (где и похоронен).
- Михаил Казимир Пац (около 1624—1682), племянник Михаила Паца, — гетман Великого княжества Литовского и смоленский воевода с 1663, великий гетман и виленский кастелян с 1667, виленский воевода с 1669; на его средства был построен костёл Святых Петра и Павла в Вильне (где и похоронен).
- Христофор Зигмант Пац (1621—1684) — канцлер Великого княжества Литовского (1658—1684), участник заключения Оливского мирного договора (1660) и Андрусовского перемирия (1667); на его средства построен Пажайслисский костёл и монастырь.
- Николай Стефан Пац (около 1623—1684) — трокский воевода (с 1651), виленский епископ (с 1671).
- Михаил Ян Пац (1730—1787) — участник Радомской конфедерации (1767), один из руководителей Барской конфедерации (1768).
- Казимир Михал Пац (ум. 1719) — великий писарь литовский, надворный маршалок литовский, командор Мальтийской ордена в Речи Посполитой «на Столовичах и Познани» (1688), сын Иеронима Доминика Паца и Анны Войны.
- Антоний Михаил Пац (ум. 02.03.1774) — великий писарь литовский (с 1750 г.), полковник войск литовских (1754), староста бортянский, сын Криштофа Константина Паца и Барбары Огинской.
- Юзеф Пётр Пац (ок. 1736—1797) — генерал-майор литовских войск (1757), генерал-лейтенант булавы великой литовской, староста вилейский. Сын старосты вилейского Петра Паца (ум. 1756) и Ефросиньи Огинской.
- Кшиштоф Константин Пац (ум. 1725) — великий писарь литовский (с 1710 г.), каштелян полоцкий (1724—1725), староста ковенский и пинский. Князь герба Гоздава. Сын князя Николая Анджея Паца и Марианны Стадницкой.
- Михаил Пац (1754—1800) — староста ковенский и бортянский, генерал-майор польской армии (1783), сын великого писаря литовского Антония Михала Паца и Терезы Барбары Радзивилл, отец генерала Людвика Михала Паца.
- Людвик Михал Пац (1780—1835) — адъютант Наполеона (1812), генерал, командир наполеоновской дивизии (1814); во время восстания 1830—1831 годов член временного правительства повстанцев Польши, командующий корпусом.